# Victor Ehrenberg (Jurist)

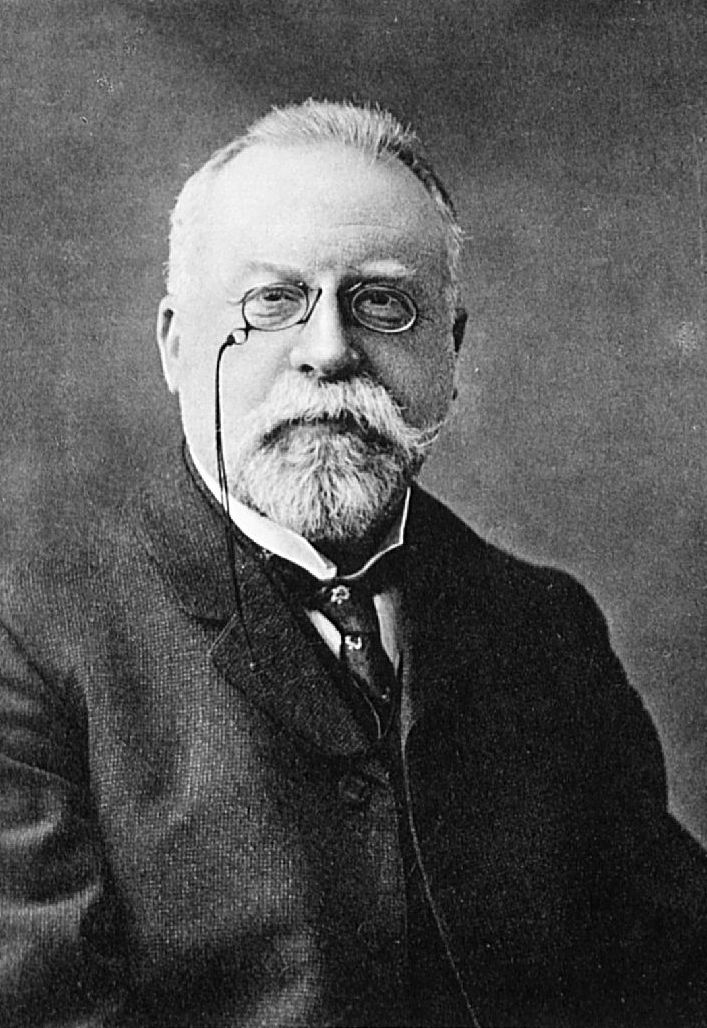
Victor Ehrenberg (1926)

Victor Ehrenberg (* 22. August 1851 in Wolfenbüttel; † 9. März 1929 in Göttingen) war ein deutscher Rechtswissenschaftler, einer der bedeutenden Handelsrechtler des ausgehenden 19. und beginnenden 20. Jahrhunderts und der Begründer der Versicherungswissenschaft.

## Leben
Victor Ehrenberg war ein Sohn der jüdischen Eheleute Philipp Samuel Ehrenberg und Julie Fischel. 
Nach dem Besuch des Gymnasiums in Wolfenbüttel von 1862 bis 1871 studierte er an den Universitäten in Göttingen, Leipzig, Heidelberg, Freiburg und wiederum Göttingen Rechtswissenschaft, wobei er das Studium krankheitsbedingt unterbrechen und sich ein Jahr lang zur Rehabilitation in Italien aufhalten musste.
1876 wurde Ehrenberg an der Universität Göttingen mit einer Arbeit über Das freie Gesinde im fränkischen Reich promoviert. Nach einsemestrigem Aufenthalt an der Universität Straßburg, an der er seine Habilitationsschrift zum Lehnswesen (Kommendation und Huldigung) anfertigte, habilitierte er sich 1877 wieder in Göttingen. Als Privatdozent hielt er dort Vorlesungen über Sondergebiete des Handelsrechts und des deutschen Privatrechts. 
Im Jahre 1882 heiratete er Helene v. Jhering, die Tochter des zu jener Zeit bedeutendsten Göttinger Rechtshistorikers und Zivilrechtlers Rudolf von Jhering, und konvertierte zum Christentum. Von 1882 bis 1887 war Ehrenberg in Rostock ordentlicher Professor für die germanistischen Fächer, das Handelsrecht und das mecklenburgische Privatrecht. Daneben betrieb er Forschungen zum Versicherungsrecht. 1887 wurde er an die Universität Göttingen zurückberufen. 1911 nahm er einen Ruf nach Leipzig an, an der er bis zu seiner Emeritierung im Jahre 1922 blieb. Danach kehrte er wieder nach Göttingen zurück und starb dort am 9. März 1929 im Alter von 78 Jahren. 
Victor Ehrenberg war der Vater von Rudolf Ehrenberg und der Schwiegervater des Göttinger Physikers Max Born.
Er war auch der Urgroßvater der australischen Sängerin und Schauspielerin Olivia Newton-John.

## Werk
Ehrenberg gilt als der „Vater der Versicherungswissenschaft“. Neben einer großen Zahl von Aufsätzen war hierfür vor allem der Band „Versicherungsrecht“ (1893) in Bindings systematischem Handbuch von Bedeutung. 1885 gründete er in Göttingen das „Seminar für Versicherungswissenschaft“, das erste seiner Art in Deutschland. Ehrenberg war maßgebend beteiligt an den Arbeiten zum Versicherungsaufsichtsgesetz und zum Versicherungsvertragsgesetz, bei denen er für die Reichsjustizbehörde als Berater tätig war. 1900 war er Mitbegründer des Vereins für Versicherungswesen. Er war Mitglied des Beirats des Reichsaufsichtsamts für das Versicherungswesen.
Der zweite große Tätigkeitsbereich war ein umfassendes „Handbuch des Handelsrechts“. In Leipzig legte er hierfür mit seinen Beiträgen zum Handelsregister und zur Kaufmannseigenschaft den Grundstein. Für die weiteren Bände übte er in erster Linie eine Koordinations- und Herausgebertätigkeit aus.